# مارك جيبسون
مارك جيبسون (بالإنجليزية: Mark Gibson)‏ هو سائق سباق أمريكي، ولد في 14 أغسطس 1957 في ريتشلاندز في الولايات المتحدة.

## وصلات خارجية
- الموقع الرسمي
- مارك جيبسون على موقع Racing-Reference.info (الإنجليزية)
- مارك جيبسون على موقع DriverDB.com (الإنجليزية)